# Anne Joachim Joseph de Rochemore
Anne Joachim Joseph, marquis de Rochemore, est un général et homme politique français né le 24 juillet 1766 à Nîmes (Gard) et décédé le 6 juillet 1855 à Orbec (Calvados).

## Biographie
Anne Joachim Joseph de Rochemore est le fils d'Alexandre-Pierre de Rochemore, marquis de Rochemore-Saint-Cosme, seigneur de Bigourden, Fontcouverte, Masblanc, Montredon et autres lieux, capitaine au régiment de Berry cavalerie, secrétaire perpétuel de l'Académie de Nîmes, et de Marie-Madeleine-Barbe de Vogüé (sœur de Cérice de Vogüé).
Lieutenant au régiment Royal-Cravates, il est aide de camp du maréchal de Broglie en 1791 et colonel de cavalerie en 1792. Il émigre, et fait toutes les campagnes de l'armée des princes, jusqu'en 1798. Il rentre en France sous le Consulat et reste à l'écart sous le Premier Empire. Il est nommé maréchal de camp sous la Restauration, obtenant le commandement militaire du département de la Sarthe. 
Il est député d'Indre-et-Loire de 1821 à 1827, siégeant dans la majorité soutenant les ministères de la Restauration. Il est également conseiller général.

## Sources
- « Anne Joachim Joseph de Rochemore », dans Adolphe Robert et Gaston Cougny, Dictionnaire des parlementaires français, Edgar Bourloton, 1889-1891 [détail de l’édition]